# Børnekanalen (kassettebånd)
Børnekanalen er et kassettebånd der blev udgivet i 1992, båndet blevet sunget og indspillet af Søren Thorup og Pernille Aalund der var værter på Børnekanalen. På den første del af båndet er er der flere forskelige nummer som Tygge tyggegummi, Børnekanalen, Åh åh ketchup, Kær, ster, Grinesangen og Jordbæris. 
Anden del indeholder De andre siger, Fodboldfan, Fluen Tue, Pjerrot og Preben, Skumbad og Med tog til Månen. 